# Chapman Point
Der Chapman Point ist ein flaches und abgerundetes Kap am östlichen Ende des Scar Inlet auf der Nordseite der Jason-Halbinsel an der Oskar-II.-Küste des westantarktischen Grahamlands.
Kartiert wurde er 1955 vom Falkland Islands Dependencies Survey. Das UK Antarctic Place-Names Committee benannte das Kap 1964 nach dem britischen Geophysiker Sydney Chapman (1888–1970), Kommissionspräsident des Internationalen Geophysikalischen Jahres (1957–1958).